# Micos recol·lectors de safrà
Micos recol·lectors de safrà és el títol que se li ha donat a una pintura mural de la civilització minoica els fragments de la qual es van trobar en una zona de l'anomenada «torrassa del nord» del Palau de Cnossos. Els fragments originaris se'n conserven en el Museu Arqueològic de Càndia, en què també es mostra una reconstrucció de l'obra.

## Cronologia
Sembla que aquesta pintura és del període minoic mitjà IIIA, tot i que Arthur Evans la va assignar a un període anterior, i autors com Mark Cameron i Sara Immerwahr a períodes posteriors. La datació no està pas exempta de problemes estratigràfics perquè en la mateixa zona es trobaren tauletes de lineal B, que suposadament pertanyen al període de la destrucció final del palau, però els fragments pictòrics poden procedir d'un estrat inferior. Els principals arguments que donen suport a la datació del MM IIIA són comparances d'alguns elements del fresc amb representacions en recipients de ceràmica datades d'aquesta època.
Els micos s'han representat en diverses pintures de la Cultura minoica (dues a Cnossos, quatre a Akrotiri, a més d'altres representats en la glíptica), però cal tenir en compte certes diferències que es poden deure a la seua diferent cronologia. En aquest context, el fresc dels micos recol·lectors de safrà és la pintura mural més antiga d'aquest tema.

## Descripció

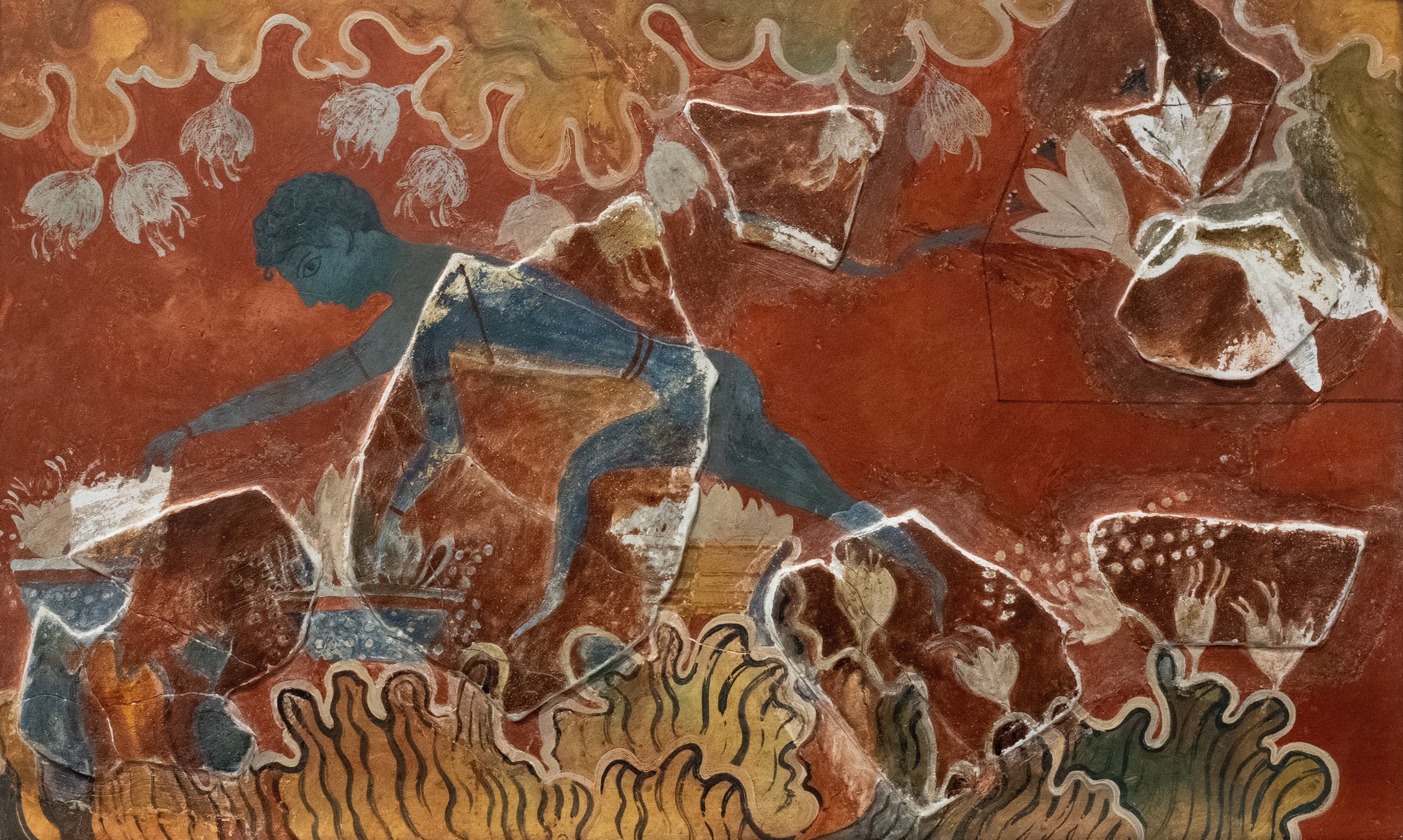
Proposta de reconstrucció inicial

Durant les excavacions que Arthur Evans va fer l'any 1900 es trobaren vuit fragments d'aquest fresc. Posteriorment es van identificar altres fragments d'aquesta mateixa obra.
Inicialment es va denominar com a Recol·lector de safrà perquè es va reconstruir, a proposta d'Arthur Evans, com si fos un xiquet, però després d'altres estudis, l'arqueòleg Nikolaos Platon va deduir que aquesta reconstrucció havia estat un error i que en realitat era la figura d'un mico blau en lloc d'un xiquet. Aquesta nova proposta la va plasmar el pintor Tomas Fanourakis. Una altra proposta n'és la de Mark Cameron, que va comptar amb l'ajuda de la identificació d'altres fragments addicionals del fresc i va dividir l'escena en tres parts.
Tenint en compte les reconstruccions proposades, es pot dir que la pintura mostrava tres micos blaus en diferents poses, en un paisatge amb fons roig. Els micos semblen interactuar amb flors de safrà, però no interactuen entre si. Un d'ells sembla en posició horitzontal. Tenen pintat de groc l'àrea al voltant dels ulls, les orelles són roges, el ventre blanc i la resta blava. Fa la sensació que porten una mena d'arnés roig, tot i que també s'ha dubtat que l'element siga un arnés: podria ser un adorn cerimonial o algun tipus de vestit. A part del safrà que brolla de les roques, sobre el fons roig, altres flors de safrà creixen dins d'atuells. La presència dels arnesos s'ha comparat amb imatges de representacions glíptiques en què també apareixen aquests elements.

## Interpretacions

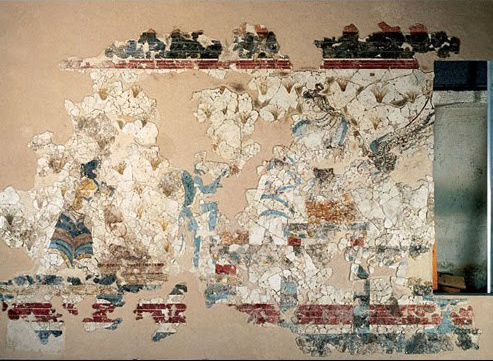
Fresc d'Akrotiri en què un mico blau sembla estar oferint safrà a una dea

Dins de les interpretacions que s'han donat a l'escena, s'ha indicat que els micos podrien estar entrenats per a recollir flors de safrà, en un context d'algun tipus de ritu religiós. La presència d'atuells en què creix el safrà i dels arnesos al voltant del cos dels animals fa palesa la presència d'un factor humà, per això probablement els micos no estan en un entorn natural sinó en un jardí. D'altra banda, s'han assenyalat paral·lelismes amb una representació de la glíptica en què apareix un mico que ofrena flors de safrà d'un cistell a una divinitat, i també amb una altra pintura d'Akrotiri en què un mico ofereix safrà a una dea. El detall que les orelles siguen roges s'ha relacionat amb la circumstància que la Jove sacerdotessa d'un fresc de la Casa 5 d'Akrotiri també té l'orella vermella, per la qual cosa s'ha pensat que el roig de les orelles seria un adorn especial per a activitats cerimonials i que els micos podrien ser servents divins com la sacerdotessa.
Com que els artistes que els van pintar havien vist micos o la seua imatge procedia d'altres persones que els havien vist, s'ha tractat d'identificar l'espècie concreta d'aquests animals. Així, se suposa que es tractava de papions, una espècie que té un musell molt característic i que no sol grimpar pels arbres, a diferència d'altres micos d'alguns murals d'Akrotiri que semblen representar mones verdes. En tot cas ambdues procedirien del nord d'Àfrica. Respecte al color blau que apareix en els frescos, aquest és diferent del color que tenen aquests animals en la realitat. Els investigadors pensen que en aquesta antiga cultura es representaven en blau diferents tons d'un ampli espectre de colors al qual pertanyien el verd i el gris —així mateix representaven en blau alguns peixos que en realitat havien de ser més aviat grisos—, o podria ser que el blau es consideràs un color sagrat.